# Trachylepis cristinae
Trachylepis cristinae là một loài thằn lằn trong họ Scincidae. Loài này được Sindaco, Metallinou, Pupin, Fasola & Carranza mô tả khoa học đầu tiên năm 2012.